# Сакадзакі Наоморі
Сакадза́кі Наомо́рі (яп. 坂崎直盛, さかざきなおもり; ? — 1616) — японський військовий і політичний діяч, самурайський полководець. Перший володар автономного уділу Цувано в провінції Івамі (1600–1616). Походив з роду Укіта в провінції Бідзен. Служив Тойотомі Хідейосі та Токуґаві Ієясу. Розширив замок Цувано. Покінчив життя самогубством.